# Annie Wallace
Annie Wallace (nascida em 6 de maio de 1965) é uma actriz escocesa, conhecida por interpretar Sally St. Claire na novela Hollyoaks do Channel 4, um papel que ela interpreta desde 2015. Ela é a primeira pessoa transgénero a retratar uma personagem regular na história da novela britânica.
Em 9 de outubro de 2015, foi anunciado que ela se juntaria à novela Hollyoaks do Channel 4, em um novo papel regular como Sally St. Claire. Wallace fez sua primeira aparição em 29 de outubro de 2015.
Em 15 de novembro de 2015, ela foi colocada no No.17 na Rainbow List, publicada pelo The Independent on Sunday; uma lista dos indivíduos abertamente LGBTI mais influentes no Reino Unido, publicada anualmente.
Em 5 de outubro de 2016, ela foi indicada no BAFTA Scotland Awards 2016 na categoria de "Melhor Atriz - Televisão" por seu papel em Hollyoaks; a primeira atriz transgénero britânica a ser nomeada para um prémio BAFTA.